# NGC 1781
NGC 1781 (другие обозначения — NGC 1794, ESO 553-7, MCG -3-14-2, IRAS05057-1815, PGC 16788) — линзообразная галактика (SB0) в созвездии Заяц.
Этот объект занесён в новый общий каталог несколько раз, с обозначениями NGC 1781, NGC 1794.
Этот объект входит в число перечисленных в оригинальной редакции «Нового общего каталога».